# Episodi di Squadra Speciale Cobra 11 (sedicesima stagione)
La sedicesima stagione della serie televisiva Squadra Speciale Cobra 11 è andata in onda in prima visione sul canale televisivo tedesco RTL dal 15 settembre al 10 novembre 2011 (stagione 30 di RTL) e dall'8 marzo al 19 aprile 2012 (stagione 31). In Italia questa stagione è stata trasmessa in prima visione su Rai 2 dall'11 luglio al 3 settembre 2012 per i primi sei episodi, e dal 28 maggio al 23 luglio 2013 per i rimanenti, seguendo l'ordine di trasmissione tedesca, eccetto per gli episodi Prometheus e In maschera, trasmessi in ordine invertito.
Il primo episodio, in cui Otto Herzberger trova la morte e Semir viene a conoscenza di avere una terza figlia, ha durata doppia in quanto telefilm pilota della stagione. L'episodio Modelle, trasmesso il 13 ottobre 2011 (27 agosto 2012 in Italia) come quinto della stagione 30 di RTL, fa in realtà parte della precedente stagione.
| nº | Titolo originale         | Titolo italiano              | Prima TV Germania | Prima TV Italia  |
| -- | ------------------------ | ---------------------------- | ----------------- | ---------------- |
| 1  | 72 Stunden Angst         | La formula - (1ª e 2ª parte) | 15 settembre 2011 | 11 luglio 2012   |
| 2  | Wettlauf gegen die Zeit  | Psicoterapia                 | 22 settembre 2011 | 18 luglio 2012   |
| 3  | Mitten ins Herz          | Cuore rosso                  | 29 settembre 2011 | 25 luglio 2012   |
| 4  | Turbo und Tacho reloaded | Due superpoliziotti          | 6 ottobre 2011    | 20 agosto 2012   |
| 5  | Familienangelegenheiten  | Affari di famiglia           | 20 ottobre 2011   | 3 settembre 2012 |
| 6  | Babyalarm                | Lo zio Ben                   | 27 ottobre 2011   | 28 maggio 2013   |
| 7  | Die Verschwörung         | Prometheus                   | 3 novembre 2011   | 4 giugno 2013    |
| 8  | Viva Colonia             | In maschera                  | 10 novembre 2011  | 28 maggio 2013   |
| 9  | Überschall               | Mercato nero                 | 8 marzo 2012      | 11 giugno 2013   |
| 10 | Der Ex                   | Il cuore di Saratov          | 15 marzo 2012     | 18 giugno 2013   |
| 11 | Hundstage                | Operazione Radio             | 22 marzo 2012     | 25 giugno 2013   |
| 12 | Die Nervensäge           | Pregiudizi                   | 29 marzo 2012     | 2 luglio 2013    |
| 13 | Die Gejagten             | I ricercati                  | 5 aprile 2012     | 9 luglio 2013    |
| 14 | Zerbrochen               | Personalità multiple         | 12 aprile 2012    | 16 luglio 2013   |
| 15 | Schlangennest            | Nido di vipere               | 19 aprile 2012    | 23 luglio 2013   |

## La formula - (1ª e 2ª parte)
- Titolo originale: 72 Stunden Angst
- Diretto da: Heinz Dietz
- Scritto da: Ralf Ruland

## Trama
Semir e Ben, anziché pattugliare l'autostrada, hanno ricevuto delle biciclette come mezzo di servizio, dopo essere stati puniti; in questa circostanza sono testimoni di come improvvisamente un gruppo di trafficanti di droga venga fatto fuori. Nel corso dell'indagine diventa subito chiaro che molto probabilmente in Germania un'organizzazione criminale spacci e agisca senza nessuno scrupolo. Una traccia porta Ben e Semir da una donna che Semir conosce - Nazan - e dalla sua figlia di nove anni Dana, che è stata improvvisamente rapita. La donna non può spiegare né come i criminali abbiano il suo indirizzo, né che cosa vogliano da lei, ma confessa a Semir un altro segreto: è lui il padre di Dana; più che mai Ben e Semir fanno l'impossibile per trovare la ragazzina. Dopo l'arresto dei rapitori, il capo assoluto dei trafficanti di droga, il misterioso Seytan, fa esplodere una potente bomba al distretto della polizia autostradale. Ma i poliziotti si mostrano indifferenti anche dopo l'attentato e scelgono di continuare l'indagine ad ogni costo, al fine di riuscire a salvare la vita di Dana; ciò porta anche alla morte di Horst Herzberger, che viene sostituito da Jenny Dorn. Le indagini porteranno i due a Istanbul, dove reincontreranno una loro vecchia conoscenza.
- Altri interpreti: Carina Wiese (Andrea Gerkhan), Michael Abendroth (Max Hesse/Seytan), Dorka Gryllus (Nazan Wegner), David C. Bunners (Mike Burkhard) Oliver Pocher (Oliver Sturm "Sturmi"), Tesha Moon Krieg (Dana Wegner), Michael Roll (Tom Wegner)
- Ascolti Italia: telespettatori 2 439 000 - share 12,61%[2]

Nota: l'episodio, come tutti quelli a durata doppia, in Italia è stato trasmesso in prima visione integralmente, e successivamente diviso in una prima parte e in una seconda parte in occasione delle successive repliche in fascia preserale, con relativo adattamento del titolo.

## Psicoterapia
- Titolo originale: Wettlauf gegen die Zeit
- Diretto da: Franco Tozza
- Scritto da: Ralf Ruland

### Trama
La Krüger ne ha avuto abbastanza: a causa delle tante auto di servizio distrutte, chiama Thorsten Markwart, uno psicologo della polizia per una terapia da sottoporre a Ben e Semir. Quando tutti e tre sono sulla strada per la stazione, l'auto di Ben e Semir viene presa sotto attacco, e riesce a malapena a fuggire. Semir e Ben credono che l'attacco sia stato per loro; intanto decidono di riportare Markwart al lavoro, ma vengono di nuovo attaccati, e solo ora si rendono conto che lo psicologo è il vero obiettivo. Markwart al contrario è scioccato e completamente all'oscuro di chi voglia ucciderlo. Inizia così un inseguimento nel centro della città di Colonia, dove gli ispettori faranno una scoperta sconvolgente.
- Altri interpreti: Ludger Pistor (Thorsten Markwart), Andreas Hofer (Max Wolf), Steffen Münster (Deckert), Carola Schnell (Julia Markwart)
- Ascolti Italia: telespettatori 2 182 000 - share 11,32%[2]

## Cuore rosso
- Titolo originale: Mitten ins Herz
- Diretto da: Heinz Dietz
- Scritto da: Andreas Brune, Sven Frauenhoff

### Trama
Ben e Semir indagano su un omicidio di uno sviluppatore d'armi. Una pista li porta da Victor Hagen, il datore di lavoro della vittima, dove i due poliziotti fanno anche conoscenza con la sua attraente assistente Laura. Ben, che aveva giurato di non volere più nessuna storia con una donna, si innamora subito. Si scopre che Laura è una poliziotta sotto copertura che sta sulla pista degli affari illegali di Hagen. Semir e Ben riescono, con il suo aiuto, ad incastrare Hagen e ad arrestarlo. Dopo ciò, Ben si mette con Laura, la donna che ha sempre voluto e che ha cercato tutta la vita; non sa che Hagen sta tramando uno spaventoso piano per vendicarsi.
- Altri interpreti: Sanna Englund (Laura Herzog), Götz Schubert (Victor Hagen), Michael Rast (Schramm), Moritz Bürkner (Zöllner)
- Ascolti Italia: telespettatori 1 880 000 - share 9,01%[2]

## Due superpoliziotti
- Titolo originale: Turbo und Tacho reloaded
- Diretto da: Heinz Dietz
- Scritto da: Andreas Heckmann

### Trama
Andrea ha acquistato una nuova auto da Ferdi Köppke, un concessionario che ha già truffato Semir nell'acquisto della sua; all'improvviso, viene ucciso il meccanico di Ferdi, e il venditore di auto, sospettato, fugge. Semir e Ben indagano e ricevono l'aiuto di Turbo e Tacho, da poco entrati in servizio. I quattro seguono una pista che conduce ad un'azienda di maschere e articoli per feste, in cui probabilmente Ferdi si nasconde. Lì effettivamente Turbo scopre il fuggitivo, ma non rivela ai poliziotti di averlo visto. Inoltre, Semir e Ben scoprono che dietro l'assassinio c'e un crimine molto più grande, e come se non bastasse Turbo e Tacho si comportano in modo molto strano..
- Altri interpreti: Kerstin Thielemann (Isolde Maria Schrankmann), Axel Stein (Turbo), Daniel Rösner (Tacho), Bernd Stegemann (Ferdi Köppke), Thomas Wodianka (Darius Brock)
- Ascolti Italia: telespettatori 1 836 000 - share 9,92%[2]

## Affari di famiglia
- Titolo originale: Familienangelegenheiten
- Diretto da: Alexander Sascha Thiel
- Scritto da: Nicolai Auer

### Trama
Il principale sospettato in un caso di omicidio non è sconosciuto a Semir ed al suo collega: è il padre di Ben, Konrad Jäger.
- Altri interpreti: Max Volkert Martens (Konrad Jäger), Mehdi Moinzadeh (Vito), Nadine Warmuth (Giulia), Annett Fleischer (Anna Kurz)
- Ascolti Italia: telespettatori 2 098 000 - share 8,27%[2]

## Lo zio Ben
- Titolo originale: Babyalarm
- Diretto da: Alexander Sascha Thiel
- Scritto da: Stefan Dauck

### Trama
Gli investigatori Semir Gerkhan e Ben Jager devono trasferirsi in una clinica dopo una fallita missione di polizia, per curarsi i loro dolori alla schiena che si sono procurati. Proprio nella clinica in cui sono, arrivano dei criminali che uccidono un dottore. Ben e Semir, che si accorgono dei tre loschi individui con delle armi, provano a fermarli. Ne nasce una sparatoria in un bosco, ma i malviventi riescono a fuggire. I poliziotti trovano in seguito una casa nelle vicinanze del bosco, dove i criminali si sono recati per rapire una dottoressa, Petra, che lavora nella clinica. Ben e Semir provano a fermarli, ma i delinquenti hanno la meglio. I due ritrovano i malviventi con la ragazza e riescono a liberarla; i criminali riescono nuovamente a scappare. Successivamente si verrà a scoprire che i malviventi hanno in mente una grande rapina, e che il fidanzato della migliore amica di Petra, Miriam, anche lei dipendente della clinica, è complice dei malviventi. Essi hanno dunque ucciso il dottore e avevano rapito Petra per eliminarla a sua volta, i quanto i due erano le uniche persone della clinica che sapevano della relazione del malvivente con Miriam. Si accingono quindi a partire con un aereo privato, ma prima vogliono portare a termine il lavoro. Ben e Semir riescono a trovarli, e dopo una lunga sparatoria riescono a fermare la banda e a salvare Petra.
- Altri interpreti: Claudia Hiersche (Petra), Oliver Stritzel (Tyler), Christoph Grunert (Köster), Collien Ulmen-Fernandes (Miriam)
- Ascolti Italia: telespettatori 2 103 000 - share 7,25%[2]

## Prometheus
- Titolo originale: Die Verschwörung
- Diretto da: Nico Zavelberg
- Scritto da: Andreas Brune, Sven Frauenhoff

### Trama
Nella loro nuova caccia ai criminali, i poliziotti Semir e Ben involontariamente fanno conoscenza con una coppia di fratelli che cerca di salvarsi da una situazione d'emergenza provando a fare carriera come criminali.
- Altri interpreti: Sandra Borgmann (Karla Seifert), Tim Morten Uhlenbock (Ronnie Ludwig), Daniel Zillmann (Malte Ludwig), Dirk Martens (Gregor Kant)
- Ascolti Italia: telespettatori 2 300 000 - share 8,09%[2]

## In maschera
- Titolo originale: Viva Colonia
- Diretto da: Franco Tozza
- Scritto da: Lorenz Stassen

### Trama
Mentre si sta preparando una parata di carnevale, Semir assiste al brutale investimento di un uomo; decide dunque di prendere in prestito la macchina di una suora per lanciarsi all'inseguimento, ovviamente senza successo.
- Altri interpreti: Guntbert Warns (Tony Frings), Ellenie Salvo Gonzàlez (Maja Frings), Niels Bruno Schmidt (Ralf Lenkeit), Michael Brandner (Gerald Ossendorf)
- Ascolti Italia: telespettatori 2 185 000 - share 8%[2]

## Mercato nero
- Titolo originale: Überschall
- Diretto da: Franco Tozza
- Scritto da: Frank Koopmann, Roland Heep

### Trama
Semir e Ben inseguono una banda di trafficanti di droga armati fino ai denti. Nel frattempo, un Eurofighter delle forze armate tedesche deve atterrare d'emergenza per un danno al motore; tutto sembra un errore della giovane pilota. Ma poi diventa chiaro che dietro il guasto ci sono elementi criminali; Semir e Ben indagano alla base aeronautica militare e si mettono nei guai con le autorità dello Stato.
- Altri interpreti: Sarah Maria Besgen (Charlie Wolf), Kai Schumann (Kai Tannert), Thomas Lawinky (Hauptmann Petersen), Bo Hansen (Alexander Köster)
- Ascolti Italia: telespettatori 2 279 000 - share 8,15%[2]

## Il cuore di Saratov
- Titolo originale: Der Ex
- Diretto da: Axel Sand
- Scritto da: Andreas Heckmann

### Trama
In un nuovo caso Kim Krüger incontra il suo ex-marito, che sembra avere un ruolo decisivo. Sull'autostrada viene brutalmente preso d'assalto un furgone blindato e i colpevoli fuggono. Secondo i risultati preliminari essi hanno avuto il tempo di portare via una preziosa collana di diamanti. Per la felicità di Kim Kruger, l'investigatore assicurativo assegnato al caso non è altro che il suo ex marito, Alexander Stark. Semir e Ben si rendono conto che la coppia non si è divisa in buoni rapporti e che le relazioni sono tese. La situazione peggiora quando, nel corso delle indagini diventa chiaro che la collana non è stata rubata dai ladri, ma da Alexander..
- Altri interpreti: Sven Martinek (Alexander Stark), Richard van Weyden (Sergej Petrow), Dimitri Bilov (Bronski)
- Ascolti Italia: telespettatori 1 883 000 - share 7,99%[2]

## Operazione Radio
- Titolo originale: Hundstage
- Diretto da: Axel Sand
- Scritto da: Andreas Heckmann

### Trama
Un uomo senza storia viene ucciso in una stazione di servizio autostradale, sotto gli occhi di Semir e di Ben, e loro si devono prendere cura del cane del morto. Scoprono che la vittima era in realtà un hacker, membro di un'organizzazione criminale specializzata nella neutralizzazione di sistemi di allarme. La banda ha bisogno di un sostituto e si rivolge a Matthes Weber, un ex complice. Quello che non sanno è che Matthes non vuole vivere illegalmente. Ora il suo unico obiettivo è quello di rimanere onesto per recuperare il cuore della ex moglie e della figlia. Matthes però compie un errore, che metterà in pericolo la vita della sua famiglia.
Il titolo italiano è improprio. Nell'episodio non si tratta infatti di radio (Ra), bensì di rodio (Rh). La parola "radio" viene erroneamente pronunciata in luogo di "rodio" dal doppiatore di Axel Pape nella scena della cava, poco prima dello scontro finale.
- Altri interpreti: Steffen Wink (Matthes Weber), Eva Habermann (Sabine Weber), Axel Pape (Valentin Gregorius)
- Ascolti Italia: telespettatori 1 888 000 - share 7,5%[2]

## Pregiudizi
- Titolo originale: Die Nervensäge
- Diretto da: Franco Tozza
- Scritto da: Ralf Ruland

### Trama
Semir e Ben devono proteggere la ricca e viziata ragazza mondana Sarah Kaufmann. Sarah, una ragazza alla Paris Hilton, porta i due eroi, Jenny e Dieter alla disperazione totale. Durante l'indagine escono prove che c'è una talpa; inizia così una corsa contro il tempo.
- Altri interpreti: Fiona Erdmann (Sarah Kaufmann), Sila Sahin (Kate Schuster), Alexander Hauff ( ? ), Hendrik von Bültzingslöwen (Nick Johnen)
- Ascolti Italia: telespettatori 2 020 000 - share 8,47%[2]

## I ricercati
- Titolo originale: Die Gejagten
- Diretto da: Franco Tozza
- Scritto da: Andreas Brune, Sven Frauenhoff

### Trama
Semir e Ben si trovano accusati di corruzione, a causa di centinaia di chilogrammi di cocaina che si sarebbero procurati; il tutto è i realtà un complotto del trafficante di droga Hektor Preuss, che cerca vendetta per la morte del fratello. Semir e Ben non riescono a provare la loro innocenza, e finiscono in prigione. Lì incontrano Piet Richter, che tempo fa era picchiatore e manovale di Preuss; per amore per la sua ragazza incinta, vuole diventare onesto e scontare la sua pena. Piet può condurre i due da Preuss, ma nessuno vuole credere loro. Per riabilitarsi, evadono dal carcere e portano con loro Piet contro la sua volontà. Presto, non hanno solo Preuss e la sua gang all'inseguimento, ma anche l'intera polizia che sta dando la caccia ai tre evasi.
- Altri interpreti: Carina Wiese (Andrea Gerkhan), Kerstin Thielemann (Isolde Maria Schrankmann), Jorres Risse ( ? ), Dirk Borchardt (Hector Preuss), Andrè Röhner (Commissario Bohm)
- Ascolti Italia: telespettatori 2 018 000 - share 8,44%[2]

## Personalità multiple
- Titolo originale: Zerbrochen
- Diretto da: Heinz Dietz
- Scritto da: Boris von Sychowski

### Trama
Quando Ben e Semir impediscono il rapimento di una giovane donna, Melanie Bröcker, scoprono che questa è speciale: soffre infatti di un disturbo dissociativo, personalità multipla, innescata dal trauma del suo passato, la morte del padre e dei due fratelli. Questa esperienza dolorosa la porta a cambiare carattere da un momento all'altro, comportandosi alternatamente come uno dei cari morti. Alcuni criminali sono alla ricerca di qualcosa che è sepolto nei ricordi di Melanie; Semir e Ben devono impedire un disastro..
- Altri interpreti: Julia Hartmann (Melanie Bröcker), Bert Tischendorf (Simon Brandner), Rainer Haustein (Ralf Schaller), Stefan Gebelhoff (Dott. Langer)
- Ascolti Italia: telespettatori 1 800 000 - share 8,19%[2]

## Nido di vipere
- Titolo originale: Schlangennest
- Diretto da: Heinz Dietz
- Scritto da: Andreas Heckmann

### Trama
Le truppe Cobra devono spostare dei carcerati altamente pericolosi; durante il trasporto vengono attaccate da una banda di criminali, i quali si rifugiano in un magazzino. Il loro boss vuole vendicarsi della polizia autostradale. La situazione diventerà ancora più difficile quando si scopre che hanno fatto irruzione nel magazzino al momento sbagliato tre giovani ladri, di cui uno è l'ex fidanzato di Jenny Dorn.
- Altri interpreti: Philipp Danne (Timo), Marek Wlodarczyk (Markovic)
- Ascolti Italia: telespettatori 1 601 000 - share 7,13%[2]